# Parafyse
Parafysen zijn rechtopstaande steriele filamentachtige ondersteunende structuren die voorkomen in de voortplantingsorganen van schimmels, varens, mossen en sommige thallofyten.
Bij de zakjeszwammen (Ascomyceten) staan de parafysen tussen de asci. Zij vormen samen met de asci het hymenium. Pseudoparafysen zijn vrij brede hyfen die boven het niveau van de asci groeien en de bodem van het vruchtlichaam bereiken.
Parafysen komen verder voor bij mossen in de voortplantingsorganen (gametoecia met mannelijke antheridium en vrouwelijke archegonium) en bestaan uit meercellige haren. 

## Foto's

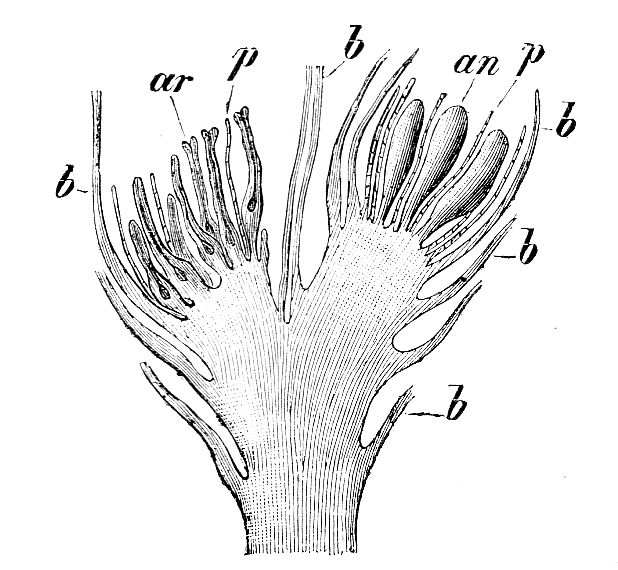
Parafysen (p) in de antheridia en archegonia van Phascum cuspidatum
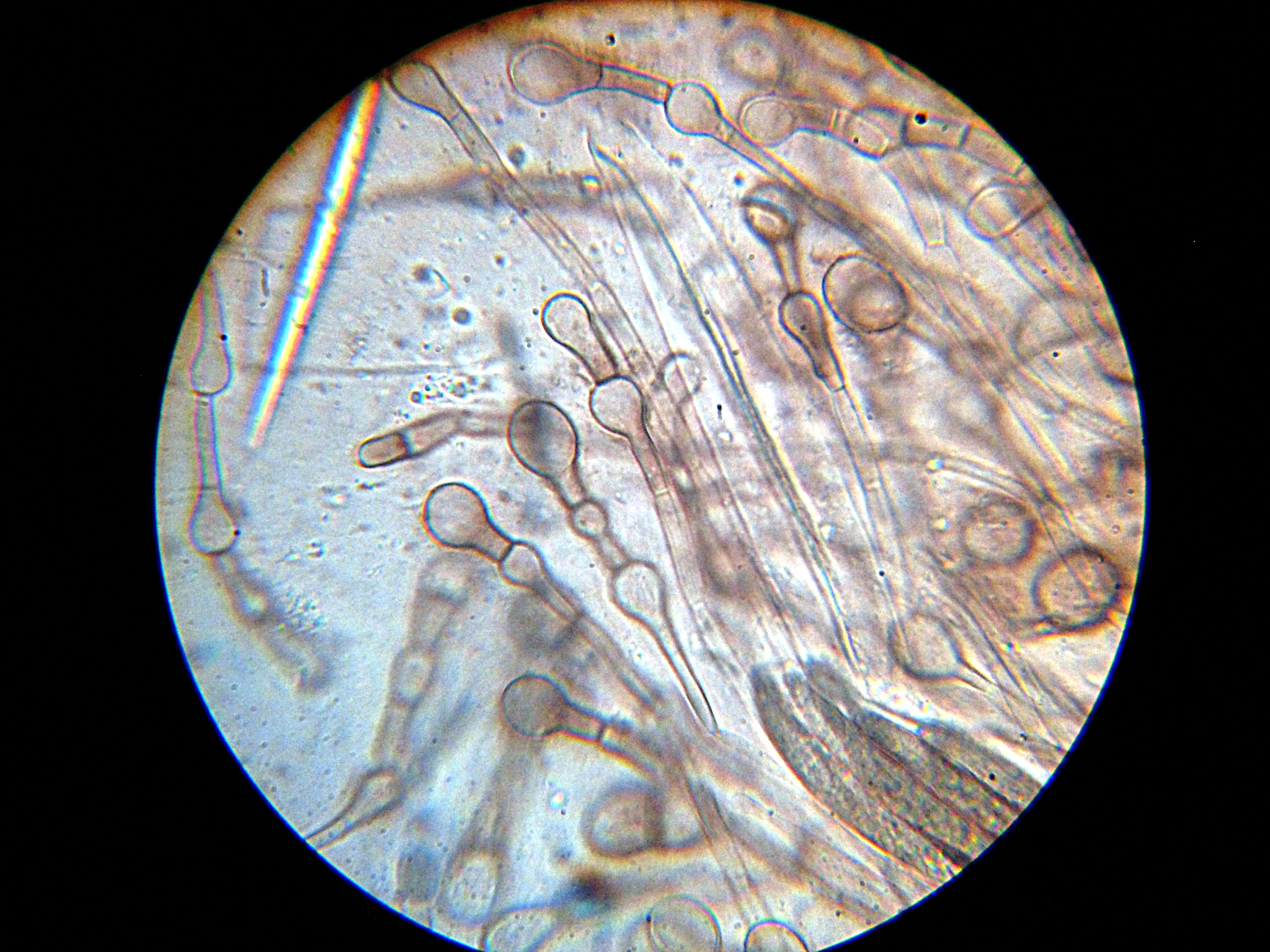
Parafysen van Geoglossum glutinosum
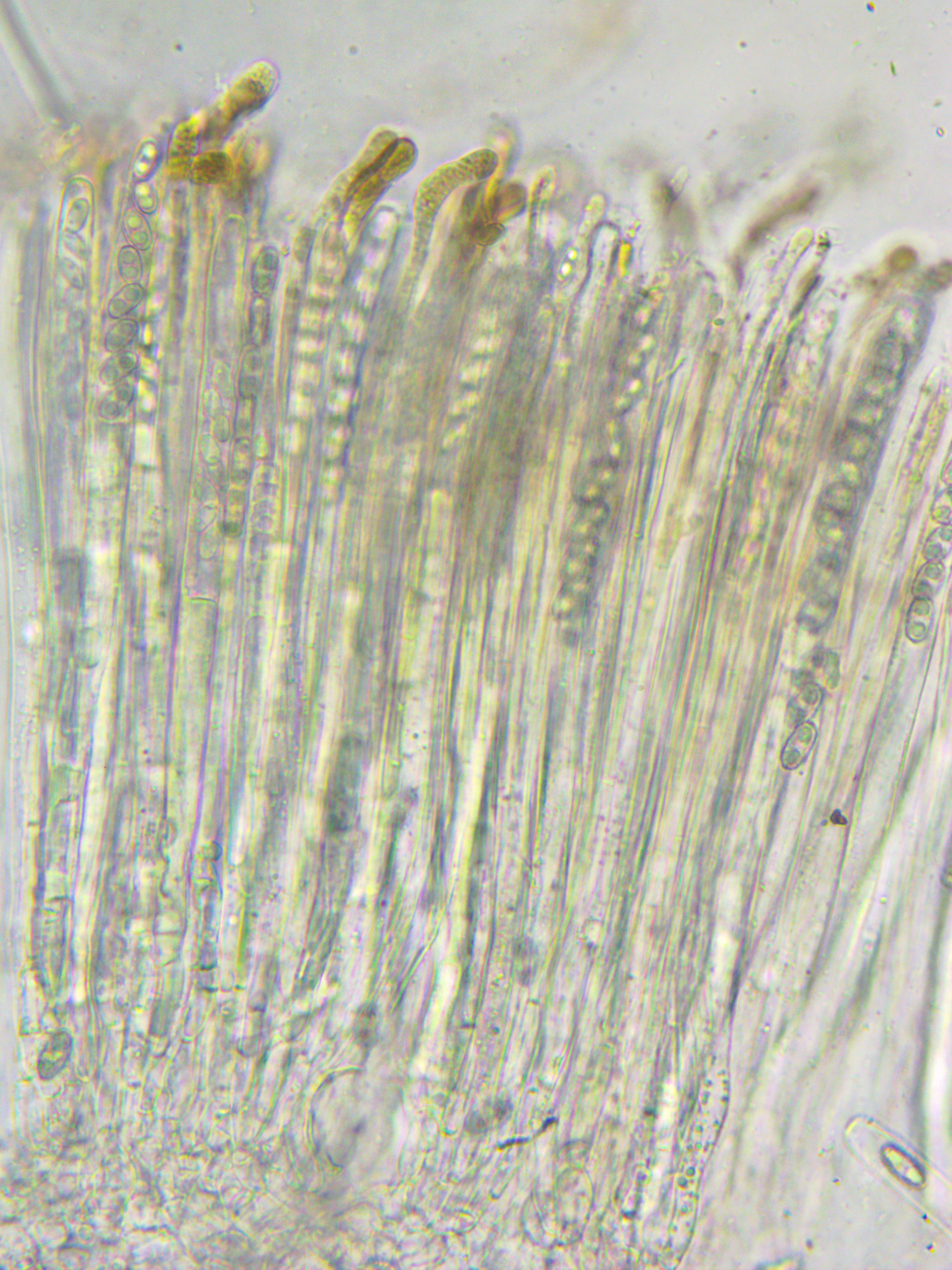
Parafysen met bruin gekleurde toppen in uredinium van Peziza petersii
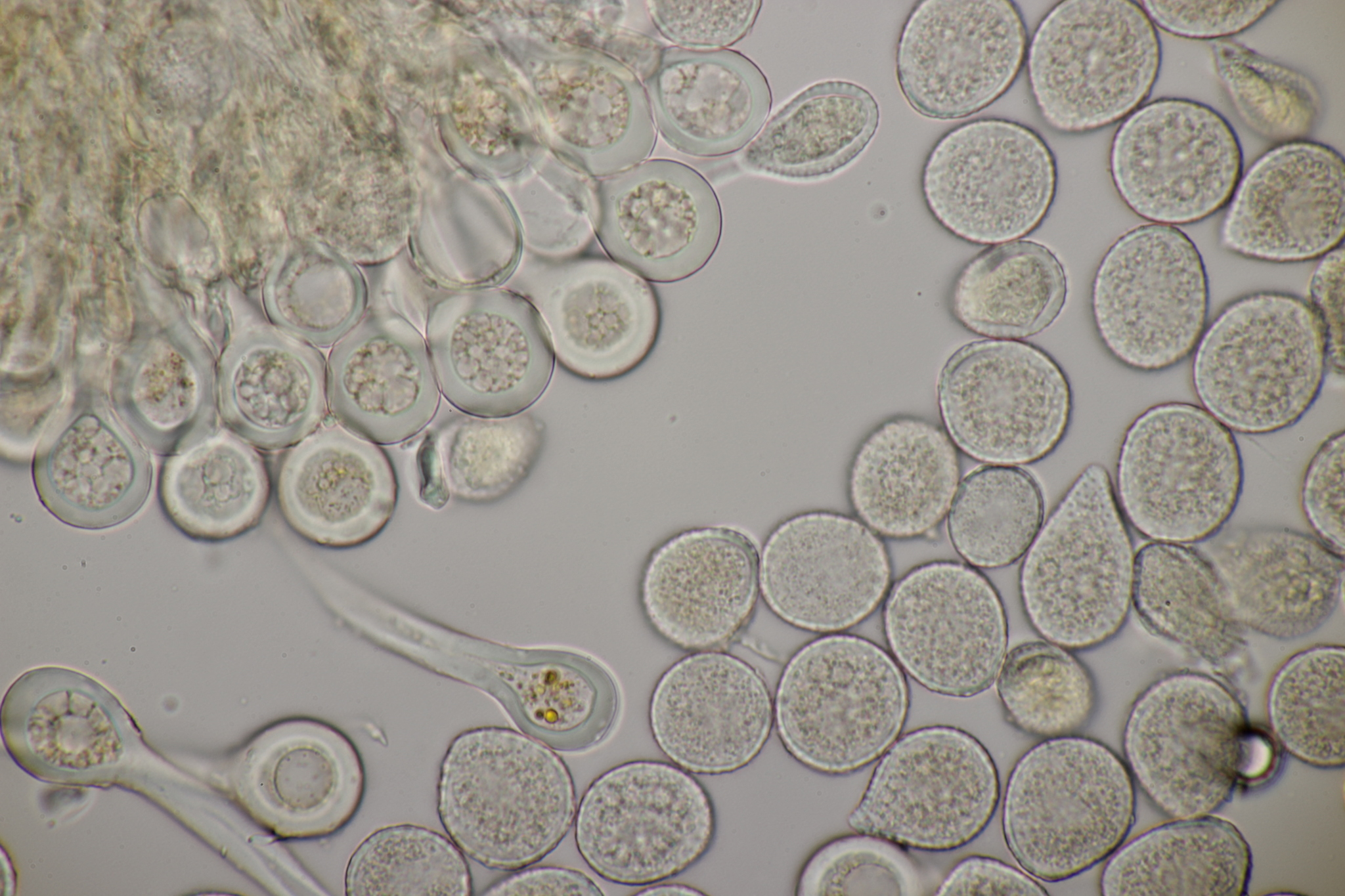
Parafysen van wolfsmelkroest in een uredinium
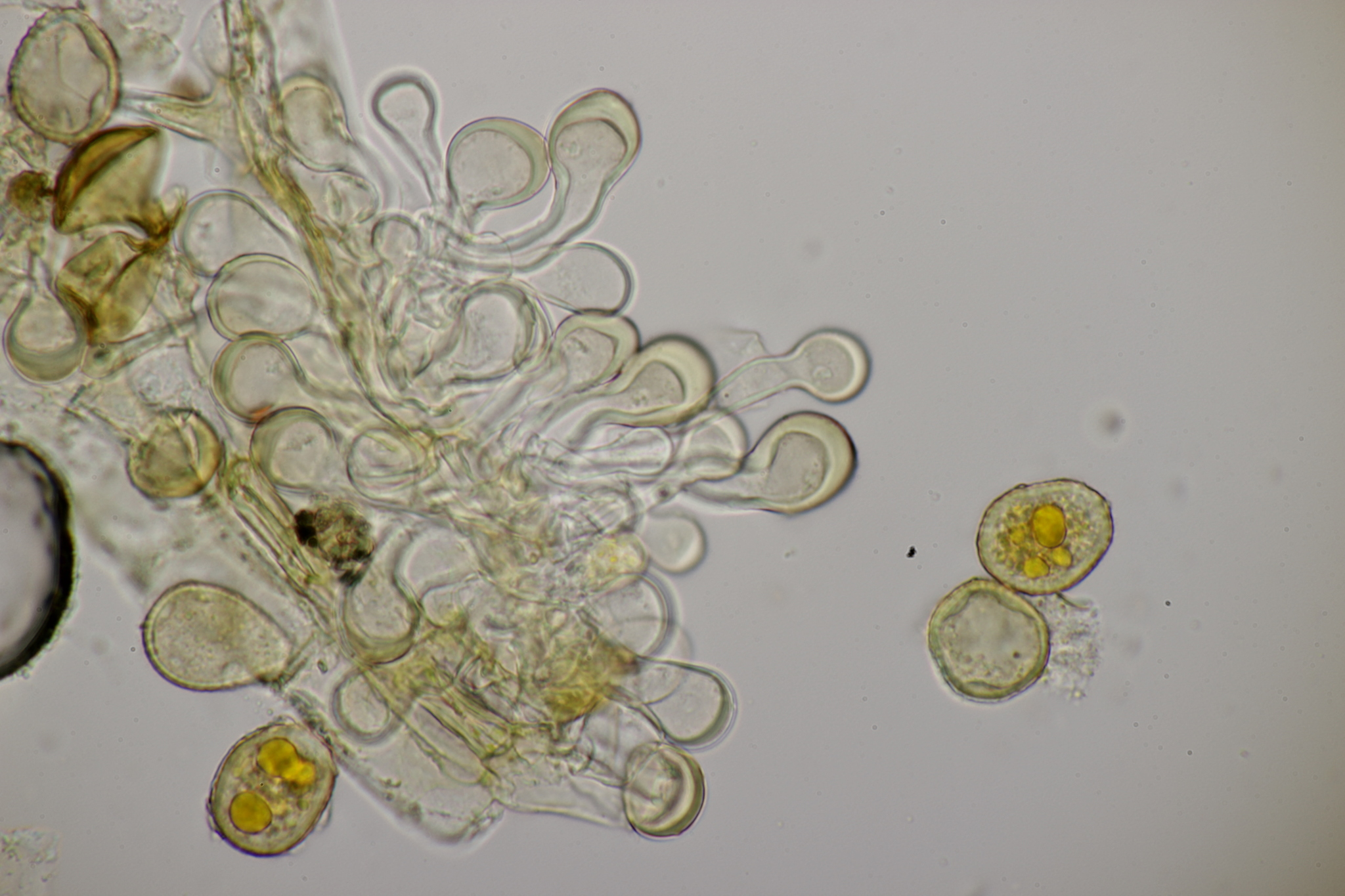
Parafysen van kortsteelroest in een uredinium
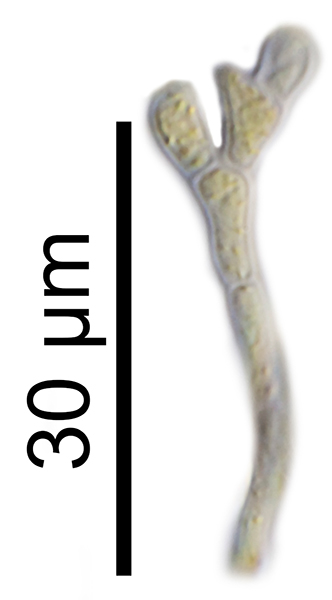
Parafyse van Caloplaca holocarpa
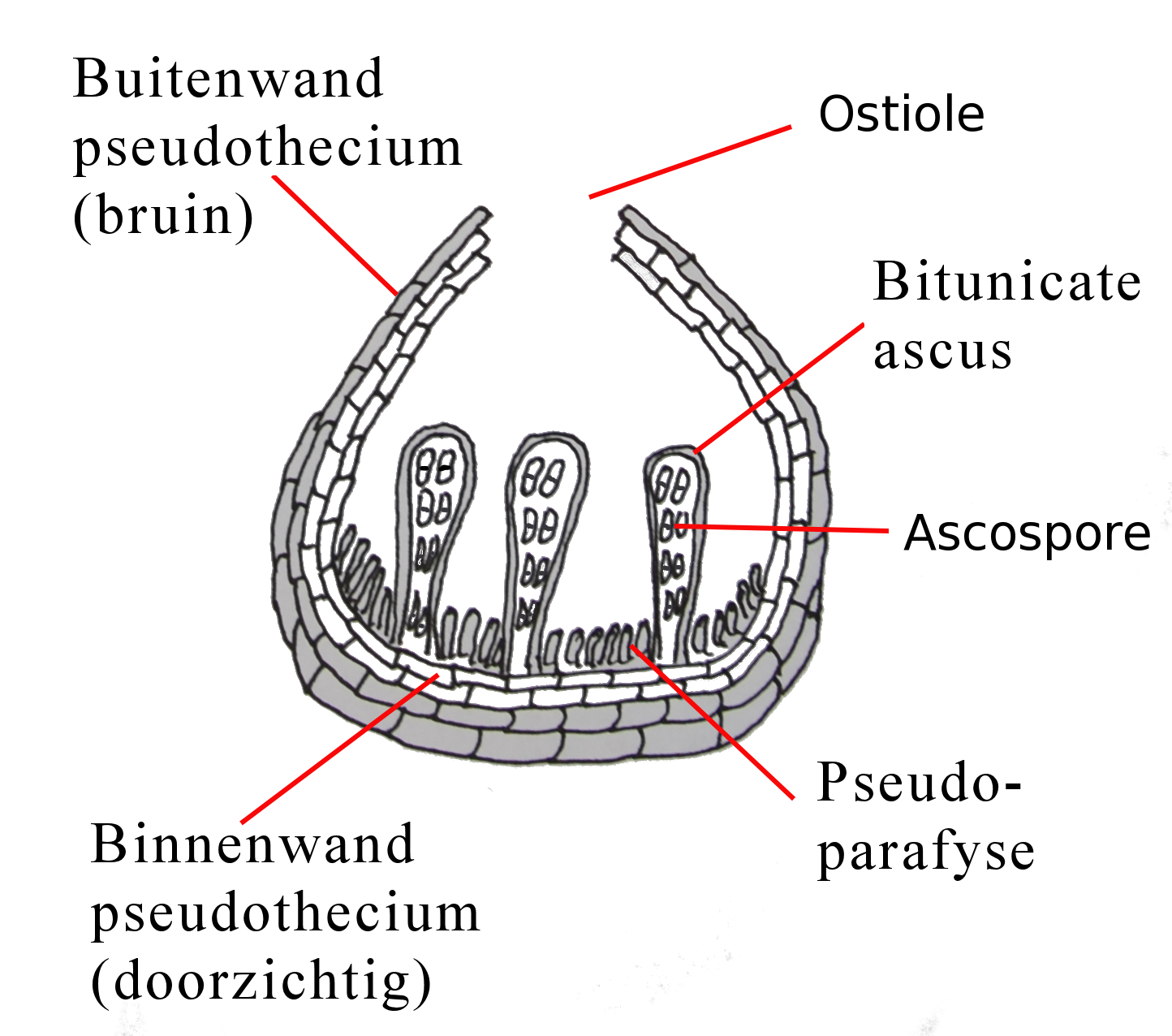
Schema van het ascocarp van Didymella bryoniae
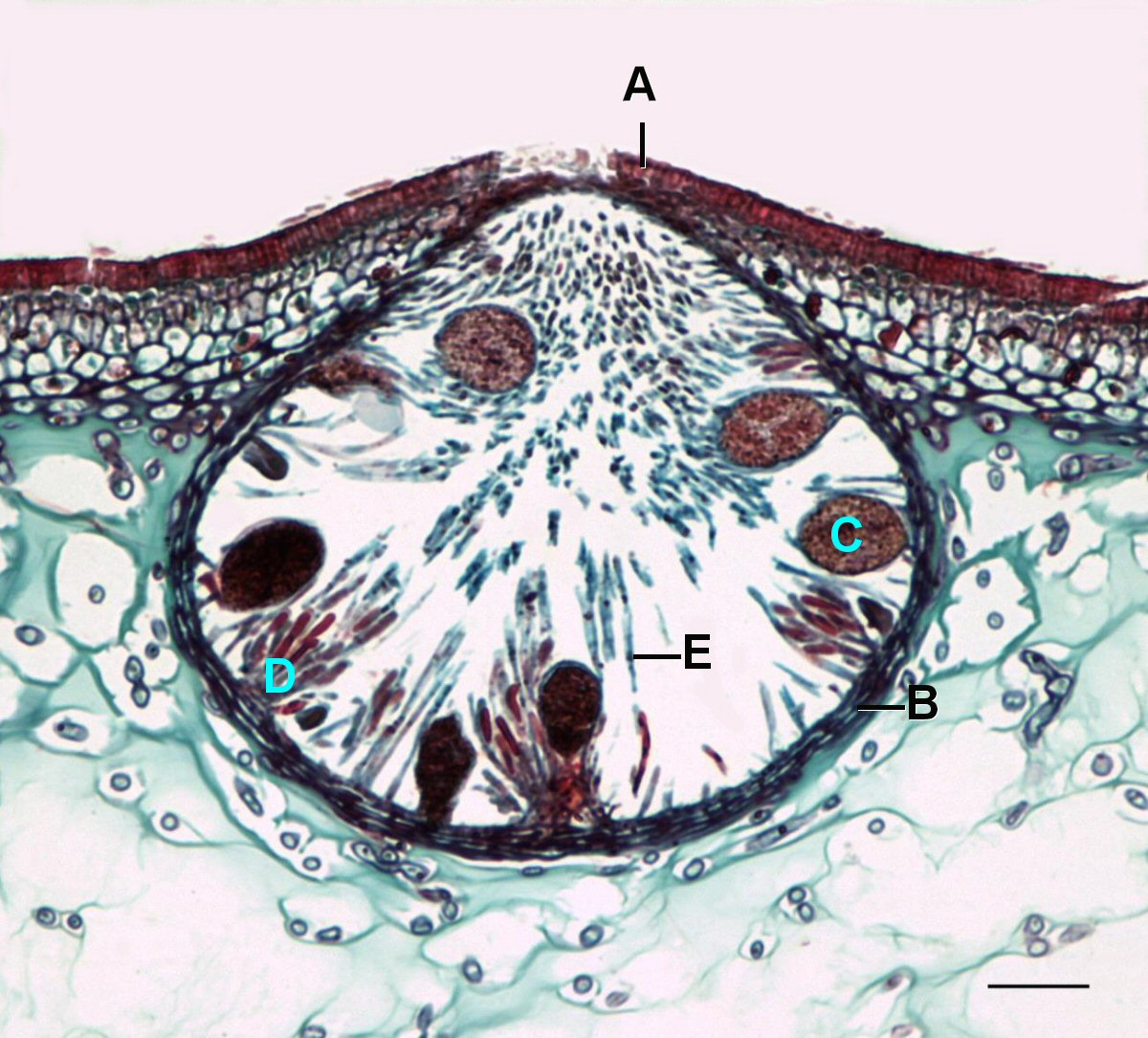
Conceptakel van Fucus met parafysen